# Sabra (Bilanga)
Pour les articles homonymes, voir Sabra.
Sabra est une localité située dans le département de Bilanga de la province de la Gnagna dans la région Est au Burkina Faso.

## Géographie
Sabra se trouve à 8 km à l'ouest de Diapoadougou et 20 km au nord-ouest de Gayéri.

## Santé et éducation
Le centre de soins le plus proche de Sabra est le centre de santé et de promotion sociale (CSPS) de Diapoadougou.
Le village possède une école primaire publique.